# Hardman (Oregon)
Hardman az Amerikai Egyesült Államok északnyugati részén, Oregon állam Morrow megyéjében, az Oregon Route 207 mentén elhelyezkedő kísértetváros.
A település az 1920-as években, a Heppner felé vezető vasútvonal kiépültével néptelenedett el. A közösségi ház 2012-ben bekerült a történelmi helyek jegyzékébe; a regisztrációs űrlap szerint 1902-ben kovácsműhely, lóversenypálya, fodrász, templom, több iskola, posta, újság, istállók, szállók és telefonközpont is voltak itt.
Hardmanen keresztülfolyik az Umatilla-víztározóba torkolló Rock-patak.

## Története
Az 1800-as évek végén számos újság népszerűsítette Hardmant; „virágzó kis kereskedelmi központnak”, valamint „Morrow megye legjobb mezőgazdasági területének” nevezték. A kereskedők a térséget „a Nyugat legjobb állattartó vidékékeként” említették. Egy helyi újsághirdetés szerint a település „elég magasan fekszik ahhoz, hogy friss levegőt biztosítson, elég sík egy pompás város építéséhez, elég csapadékos, és a leggazdagabb talajjal rendelkezik a nap alatt; továbbá elég távol fekszik más üzletektől ahhoz, hogy kiváló eredményeket érjünk el, ha energiánkat a tulajdonba fektetjük”.
Az első telepesek az 1800-as évek végén érkeztek, sikerük pedig továbbiakat vonzott. A helység lassan, de folyamatosan növekedett – eközben a hasonló helyzetekben gyakori gyermekbetegségektől szenvedett.
A település első lakói az 1892-es újságcikk által „telivér marhatolvajként” jellemzett John F. Royse és fivére voltak. Royse 1879-ben a helyiek által Rawdogként ismert Dairyville-ben iskolát alapított; ettől másfél kilométerre feküdt a lakosság által Yallerdogként, illetve Dogtownként említett Adamsville település.
Az 1881-ben a térségbe érkező David N. Hardman a közelben egy települést alapított, majd a helyiek követelése nyomán petíciót nyújtott be egy posta megnyitásáért, amelynek első vezetője volt. Az intézményt többször is elköltöztették, végül 1968-ban zárt be.
Miután Hardman lemondott postavezetői tisztségéről, a republikánusok megyei biztosi jelöltje lett. Egy 1892-es újságcikkben kifejtette, hogy a térség szerinte jó megélhetést biztosít.

## Fordítás
- Ez a szócikk részben vagy egészben  a   Hardman, Oregon című angol Wikipédia-szócikk ezen változatának fordításán alapul.  Az eredeti cikk szerkesztőit annak laptörténete sorolja fel. Ez a jelzés csupán a megfogalmazás eredetét és a szerzői jogokat jelzi, nem szolgál a cikkben szereplő információk forrásmegjelöléseként.